# علاءالدین ابوالقاسم
علاءالدین ابوالقاسم (علاء الدین محمد السید أبو القاسم؛ زادهٔ ۲۵ نوامبر ۱۹۹۰) شمشیرباز اهل مصر است.